# John Tower

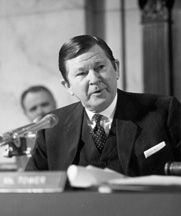
John Tower (1968)

John Goodwin Tower (* 29. September 1925 in Houston, Texas; † 5. April 1991 in Brunswick, Georgia) war ein US-amerikanischer Politiker der Republikanischen Partei, der von 1961 bis 1985 den Bundesstaat Texas im Senat der Vereinigten Staaten vertrat. Er war der erste Republikaner, der für den Staat Texas das Senatsmandat errang. Bekanntheit erlangte er nicht zuletzt auch durch den Vorsitz der nach ihm benannten Tower-Commission zur Aufklärung der Iran-Contra-Affäre Ende der 1980er Jahre.

## Frühere Jahre und politischer Aufstieg
Als Sohn eines methodistischen Pfarrers wuchs Tower in verschiedenen Orten im östlichen Texas auf. Nach dem High-School-Abschluss in Beaumont nahm er 1942 ein Studium an der Southwestern University in Georgetown (Texas) auf. Dieses unterbrach er im Juni 1943, um als Marinesoldat auf einem Landungsunterstützungsschiff im Pazifikkrieg zu dienen. Als Reserve-Unteroffizier blieb er der US Navy bis 1989 verbunden. Nach Kriegsende setzte er sein Studium fort und schloss 1948 mit einem Bachelor in Politikwissenschaft ab. Nach einem Aufbaustudium an der Southern Methodist University lehrte er von 1951 bis 1960 als Assistant Professor für Politikwissenschaft an der Midwestern University in Wichita Falls. Er hatte 1952 und 1953 einen Studienaufenthalt an der London School of Economics and Political Science und schrieb seine Masterarbeit über Arbeiter in der britischen Konservativen Partei.
Tower zeigte bereits früh ein politisches Interesse. Zunächst bei den Demokraten engagiert, schloss er sich 1951 den Republikanern an und kandidierte 1954 vergeblich für das Repräsentantenhaus von Texas. Im Gegensatz zum 21. Jahrhundert waren zu jener Zeit noch die Demokraten die dominierende politische Kraft in Texas und dem übrigen Süden der USA. 1956 wurde Tower Delegierter auf der Republican National Convention, die Dwight D. Eisenhower für seine zweite Amtszeit als Präsident nominierte.
Für die Wahlen des Jahres 1960 unternahm Tower einen ersten Versuch, in den US-Senat einzuziehen. Er konnte sich auf dem republikanischen Parteitag durchsetzen und wurde nominiert. Bei der eigentlichen Wahl unterlag er aber mit 57 gegen 41 Prozent der Stimmen klar dem demokratischen Amtsinhaber und späteren US-Präsidenten Lyndon B. Johnson, der zu dieser Zeit als Vorsitzender der demokratischen Senatsfraktion bekannt war. Allerdings wurde Johnson parallel an der Seite John F. Kennedys zum amerikanischen Vizepräsidenten gewählt. Infolgedessen legte Johnson sein Senatsmandat Anfang 1961 nieder; Gouverneur Price Daniel ernannte William A. Blakley zum neuen Senator. Im Mai 1961 wurde aber eine Nachwahl für den Senatssitz fällig. Tower trat erneut zur Wahl und konnte dieses Mal einen Sieg erringen. Sein Triumph war national von großem medialen Interesse begleitet, da Tower zum ersten republikanischen Senator aus den Südstaaten wurde. Hauptgrund für den republikanischen Erfolg waren interne Streitigkeiten bei den Demokraten: Blakley, ein konservativer Demokrat, wurde von vielen liberalen Demokraten (wie Kennedy und Johnson) nicht sonderlich unterstützt. Daher gingen viele Anhänger des liberalen Parteiflügels nicht zur Wahl.

## Senator

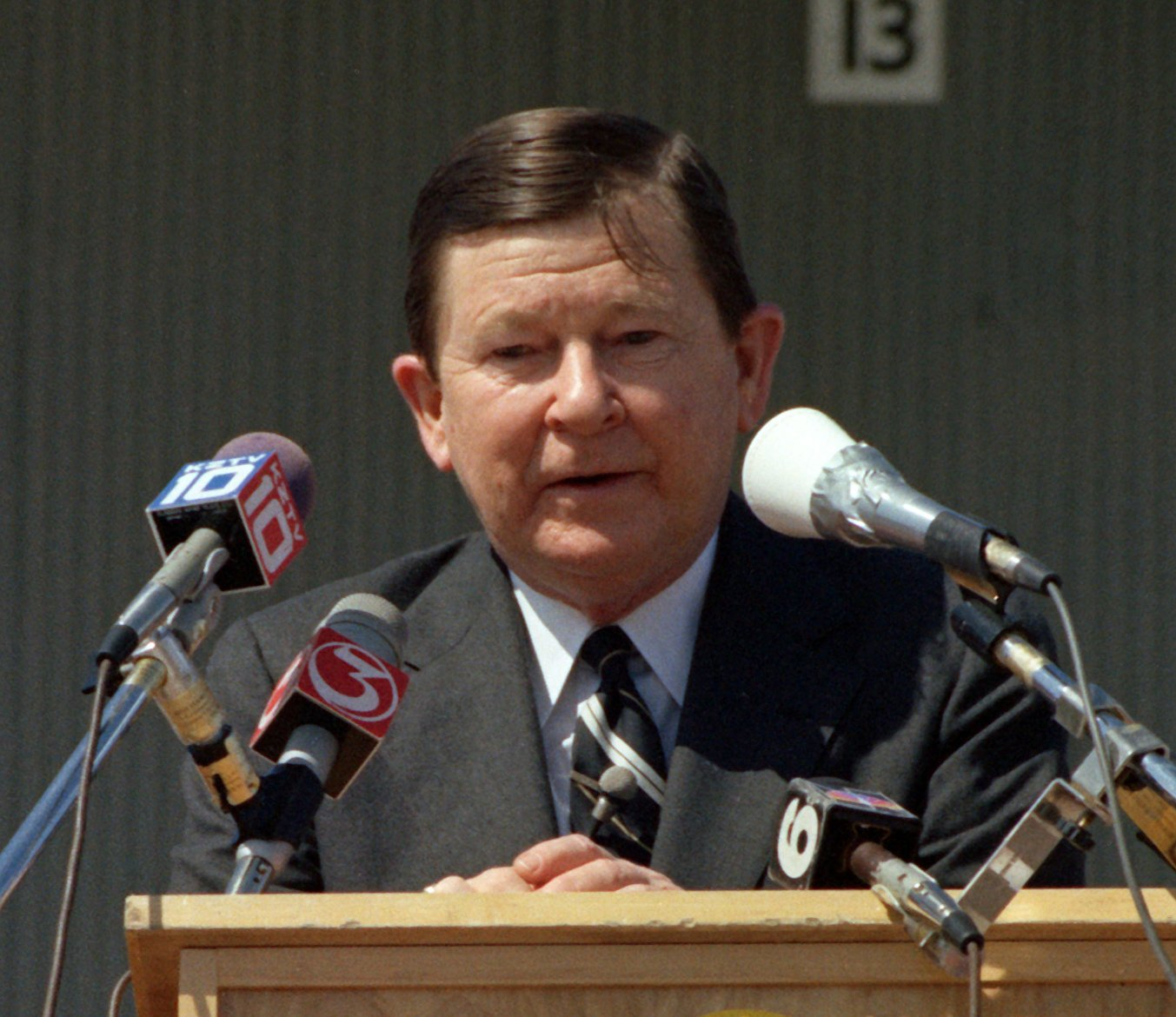
Tower bei einer Marinezeremonie für das Atom-U-Boot City of Corpus Christi (1983)

Tower trat sein neues Mandat als Senator im Juni 1961 an. Er wurde 1966, 1972 und 1978 wiedergewählt. Während seiner Zeit als Senator gehörte er mehreren Fachausschüssen an, unter anderem jenem für Arbeit und Wohlfahrt, Rüstungsproduktion und Städteentwicklung. Im Senat stimmte er gegen den Civil Rights Act of 1964 und den Voting Rights Act, Gesetze, die Afroamerikanern mehr Rechte einräumen sollten. Tower sah hier mehr die Bundesstaaten als den Bund in der Pflicht. Auch das auf sozialen Ausgleich abzielende Programm der Great Society von Präsident Lyndon B. Johnson lehnte er ab.
Tower, der sich zum konservativen Parteiflügel bekannte, war jedoch mit diesem keineswegs in allen Fragen einig. So unterstützte er bei der Präsidentschaftswahl 1976 innerparteilich den amtierenden Präsidenten Gerald Ford, der eher für gemäßigte Positionen bekannt war, gegen den konservativen Ronald Reagan. Damit zog er den Ärger vieler Konservativer auf sich, die Fords Ablösung forderten. Es gelang Tower zwar nicht einen Sieg Reagans in den texanischen Vorwahlen zu verhindern, am Ende errang Ford dennoch die Spitzenkandidatur seiner Partei. Von 1981 bis zu seinem Ausscheiden aus dem Senat Anfang 1985 hatte Tower den Vorsitz im Streitkräfteausschuss des Senats. In den 1980ern überwarf sich Tower zunehmend mit dem konservativen Parteiflügel, indem er die Legalisierung von Abtreibungen befürwortete und Reagans Verteidigungsplan namens Strategic Defense Initiative entschieden ablehnte.

## Nach der Karriere im Senat

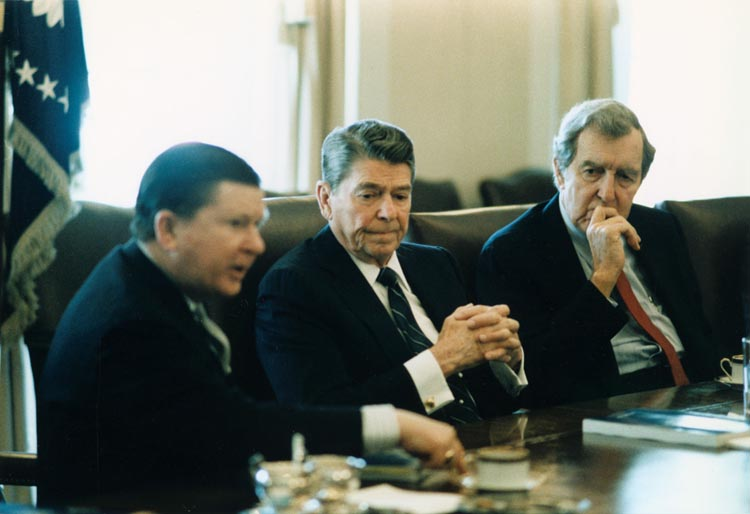
John Tower (links) mit Präsident Reagan (Mitte) und dem ehemaligen demokratischen Senator Edmund Muskie 1987 im Weißen Haus

Im Jahr 1984 stellte sich Tower keiner Wiederwahl mehr und schied im Januar 1985 nach fast 24 Jahren Dienstzeit aus dem Senat aus. Er blieb jedoch politisch aktiv und fungierte als Berater der Präsidenten Ronald Reagan und George Bush senior. 1987 saß er der von Reagan berufenen Tower-Commission zur Untersuchung der Iran-Contra-Affäre vor, bei der Regierung Reagan vorgeworfen wurde, illegale Rüstungsgeschäfte betrieben zu haben.
Im Jahr 1989 war er Präsident Bushs Wunschkandidat für den Posten des Verteidigungsministers, allerdings versagte der Senat die notwendige Zustimmung für die Ernennung. Das Plenum, in dem die Demokraten die Mehrheit hatten, lehnte Bushs Vorschlag mit 53 zu 47 Stimmen ab. Jedoch ernannte Bush Tower im Juli 1990 als Nachfolger von Anne Armstrong zum Vorsitzenden des President’s Intelligence Advisory Board, das den Präsidenten in Geheimdienstangelegenheiten berät.
John Tower kam am 5. April 1991 gemeinsam mit seiner Tochter Marian im Alter von 65 Jahren bei einem Flugzeugabsturz im Bundesstaat Georgia ums Leben.

## Privatleben
Von 1952 bis 1976 war Tower mit Lou Bullington verheiratet; aus der Ehe gingen drei Kinder hervor. 1976 ließ sich das Ehepaar scheiden. Im Jahr 1977 heiratete er Lilla Burt Cummings. Nachdem sich beide 1985 getrennt hatten, erfolgte 1986 die offizielle Scheidung. Diese Ehe blieb kinderlos.